# 大山定一

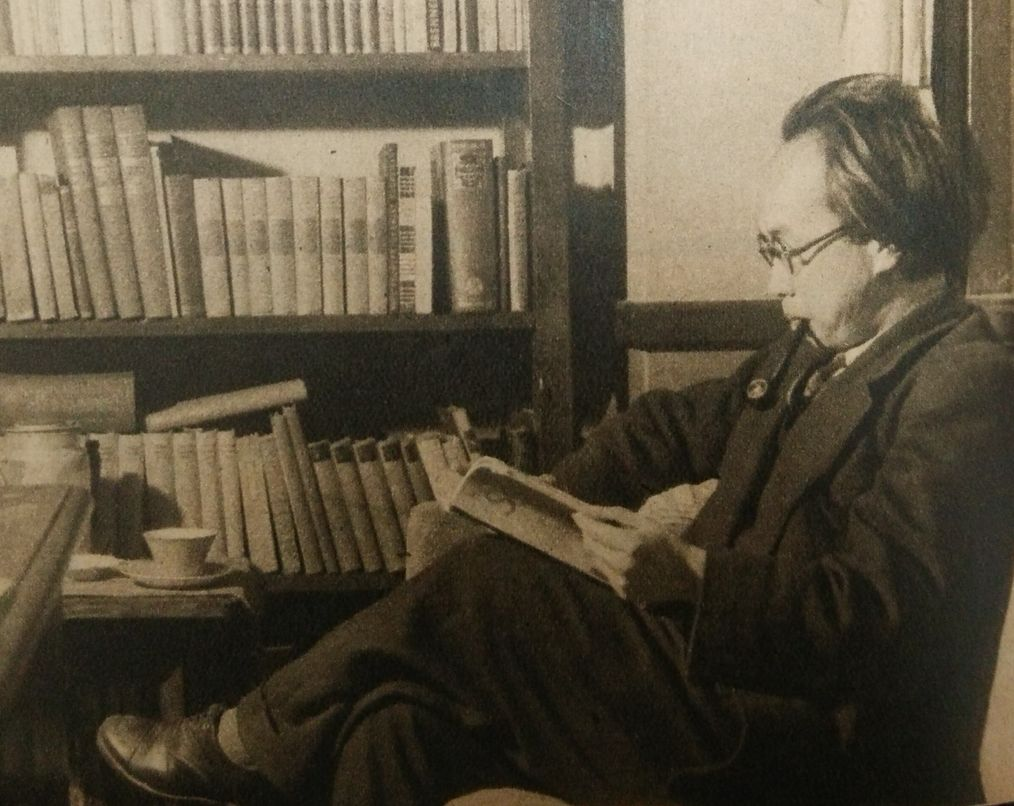
1949年時の近影（アサヒグラフより）

大山 定一（おおやま ていいち、1904年4月30日 - 1974年7月1日）は、昭和期日本のドイツ文学者。京都大学名誉教授。

## 経歴
香川県出身。
旧制第六高等学校から京都帝国大学文学部独文科に進み1928年に卒業。学生時代は土井虎賀寿と下宿が同じで、親友であった。旧制第三高等学校講師、京都帝国大学文学部講師、法政大学予科講師などを経て、1946年に京都大学文学部助教授、1950年に同教授となり、1968年に京大を定年退官してからは関西学院大学教授を務めた。
文人気質の外国文学者としてゲーテやリルケをはじめとする多数の翻訳を著した。戦後まもなく出版された『洛中書問』は、中国文学者の吉川幸次郎との往復書簡で、東西古典の翻訳のあり方をめぐる論議である。

## 著書
- 『作家の歩みについて』（トオマス・マン覚書、甲文社） 1946
- 『洛中書問』（吉川幸次郎[1]と共著、秋田屋） 1946、筑摩書房〈筑摩叢書〉 1974
- 『文学ノート』（秋田屋） 1947、筑摩書房〈筑摩叢書〉 1970
- 『リルケ雑記』（創元社、百花文庫） 1947
- 『恋愛学講座』（谷友幸共編、世界文学社） 1949
- 『ファウスト入門』（弘文堂、アテネ文庫） 1951
- 『リルケの薔薇』（創元社） 1952

没後刊
- 『大山定一 人と学問』（吉川幸次郎・富士正晴編、創樹社） 1977。追悼文集
- 『ドイツをあるく』（知道出版） 2004 - 生誕百年記念出版。年譜・著作目録ほかを収録。

### 翻訳
- 『マルテの手記』（リルケ、白水社） 1939、養徳社 1950 / 新潮文庫 1953、改版 2001ほか
- 『ドイツ詩抄』（養徳社） 1944
- 『神について』(リルケ、養徳社） 1946
- 『芸術について』(ゲーテ、谷友幸共訳、アテナ書院） 1948
- 『ゲーテ詩集』（創元選書） 1949、「世界詩人全集」新潮社 1967。「小沢クラシックス」（小沢書店） 1996
- 『リルケ書簡集』（既刊4冊、養徳社）1950、増訂（全2冊、人文書院） 1968 - 高安国世・谷友幸・富士川英郎らと共編訳
- 『ドイツ愛唱詩集』(弘文堂、アテネ文庫） 1951
- 『教育者としてのショーペンハウェル』（創元社、ニイチェ全集10） 1953
- 『セザンヌ 書簡による近代画論』（リルケ、人文書院） 1954。「リルケ全集」（彌生書房） 1961、新編版 1974
- 『純白の幸福 リルケ小説集』（人文書院） 1954
- 『リルケ選集』全4巻（共編訳、新潮社） 1954
- 『神・自然・芸術・人生 ゲーテのことば』(編訳、人文書院） 1957
  - 新編『ゲーテ格言集』「ゲーテ全集11」（人文書院） 1961
- 『おもちゃ屋のクリック』(シュナック、東京創元社） 1961
- 『アンドレアス』(ホーフマンスタール、筑摩書房） 1958 - のち「筑摩世界文学大系63」に再録
- 『詩集 西東詩集 ゲーテ全集1』（人文書院） 1960 - 片山敏彦と分担訳
- 『ファウスト』「ゲーテ全集2」（人文書院） 1960、「世界古典文学全集50」（筑摩書房） 1964
- 『ドイツ抒情詩集』（人文書院） 1968
- 『ゲオルゲ 魂の一年』「世界名詩集8」平凡社 1968 - 分担訳